# Крадци на ядки 2: Луди по природа
„Крадци на ядки 2: Луди по природа“ (на английски: The Nut Job 2: Nutty by Nature) е 3D компютърна анимация от 2017 година на режисьора Кал Брънкър, по сценарий на Брънкър, Боб Барлен и Скот Биндли, и е продължение на „Крадци на ядки“ ot 2013 година. Озвучаващияt състав се състои от Уил Арнет, Мая Рудолф, Джеки Чан, Катрин Хайгъл, Боби Мойнахан, Боби Канавале, Изабела Монър, Джеф Дънам и Габриел Иглесиас. Филмът е копродукция между САЩ, Канада и Южна Корея, продуциран е от Gulfstream Pictures, Redrover International и ToonBox Entertainment. Филмът е пуснат официално на 11 август 2017 г. от Open Road Films и печели 68,7 милиона долара при бюджет от $40 милиона.
В България филмът е пуснат по кината на 8 септември 2017 г. в „Лента“.
Синхронен дублаж
| Роля    | Изпълнител     |
| ------- | -------------- |
| Сръдльо | Николай Урумов |

| Обработка              | Александра Аудио |
| ---------------------- | ---------------- |
| Изпълнителен продуцент | Васил Новаков    |